# Egryrlon
Egryrlon é um gênero de traça pertencente à família Arctiidae.